# 153
Évszázadok: 1. század – 2. század – 3. század
Évtizedek: 100-as évek – 110-es évek – 120-as évek – 130-as évek – 140-es évek – 150-es évek – 160-as évek – 170-es évek – 180-as évek – 190-es évek – 200-as évek
Évek: 148 – 149 – 150 – 151 –  152 – 153 – 154 – 155 – 156 – 157 – 158

## Események

### Római Birodalom
- Lucius Fulvius Rusticus Caius Bruttius Praesenst (helyettese áprilistól Sex. Caecilius Maximus, júliustól P. Septimius Aper, októbertől C. Cattius Marcellus)

és Aulus Junius Rufinust (helyettese M. Pontius Sabinus, M. Sedatius Severianus Julius Acer Metilius Nepos Rufinus Ti. Rutilianus Censor és Q. Petiedius Gallus) választják consulnak.
- Kisebb felkelés kezdődik Egyiptomban.
- Lucius Verus quaestorrá való kinevezésével megkezdi politikai pályafutását.
- Meghal Rhoimétalkész, a boszporoszi klienskirályság uralkodója. Utóda fia, Eupatór.
- Appia Annia Regilla, Déméter papnője Olümpiában nümphaiont (forrás fölé emelt nimfaszentély) építtet.

## Születések
- Kung Zsung, kínai hadúr

## Halálozások
- Rhoimétalkész, boszporoszi király

## Fordítás
- Ez a szócikk részben vagy egészben  az   AD 153 című angol Wikipédia-szócikk ezen változatának fordításán alapul.  Az eredeti cikk szerkesztőit annak laptörténete sorolja fel. Ez a jelzés csupán a megfogalmazás eredetét és a szerzői jogokat jelzi, nem szolgál a cikkben szereplő információk forrásmegjelöléseként.